# سباق التسلح النووي
سباق التسلح النووي هو السباق للحصول على أكبر قدر من الأسلحة النووية بين الولايات المتحدة الأمريكية والاتحاد السوفيتي، ولاحقا عدة دول أخرى، بدأ بالأيام الأخيرة للحرب العالمية الثانية بعد إلقاء قنبلتي هيروشيما وناغازاكي، وحتى انهيار الاتحاد السوفيتي وتكوين فيدرالية روسيا الحديثة التي وقعت معاهدة عدم انتشارها مع حلف الناتو. وبالأسفل جدول يوضح الدول النووية وتواريخ حصولها على الاسلحة النووية.

## الحرب العالمية الثانية
صنعت الولايات المتحدة الأمريكية أول سلاح نووي خلال الحرب العالمية الثانية وطُور لاستخدامه ضد دول المحور. أدرك علماء الاتحاد السوفيتي إمكانيات الأسلحة النووية، بالإضافة إلى إجرائهم أبحاثًا عديدة في هذا المجال (مشروع القنبلة الذرية السوفيتي).
لم يكن الاتحاد السوفياتي على دراية رسمية بمشروع مانهاتن، حتى اطلاع الرئيس الأمريكي هاري ترومان ستالين بذلك في مؤتمر بوتسدام في 24 يوليو 1945، وذلك بعد ثمانية أيام من أول اختبار ناجح للسلاح النووي (ترينيتي). على الرغم من تحالفهما العسكري في زمن الحرب، لم تثق الولايات المتحدة وبريطانيا في السوفييت بما يكفي للحفاظ على معلومات مشروع مانهاتن في مأمن من الجواسيس الألمان: كانت هناك مخاوف أيضًا من أن الاتحاد السوفيتي، بما أنه حليف، سيطلب ويتوقع الحصول على تفاصيل تقنية عن السلاح الجديد.
عندما أبلغ الرئيس ترومان ستالين بالأسلحة، فوجئ بردة فعل ستالين الهادئة على هذا الخبر وظن أن ستالين لم يفهم ما قيل له. واستنتج الأعضاء الآخرون في الولايات المتحدة والتابعين للوفود البريطانية الذين راقبوا التبادل عن كثب نفس الاستنتاج.
كان ستالين في الحقيقة على دراية منذ زمن طويل بالبرنامج، على الرغم من أن تصنيف مشروع مانهاتن سري لدرجة عالية، لم يكن ترومان ونائبه على دراية بالمشروع أو بتطوير الأسلحة (لم يعرف ترومان إلا بعد فترة وجيزة من انتخابه ليكون رئيسًا). كان هناك حلقة من الجواسيس تعمل داخل مشروع مانهاتن (بما في ذلك كلاوس فوكس وثيودور هول)، وهي التي أبقت ستالين على دراية بالتقدم الأمريكي. لقد زودوا السوفييتيين بتصاميم مفصلة لقنبلة الانفجار والقنبلة الهيدروجينية. أدى اعتقال فوكس في عام 1950 إلى اعتقال العديد من الجواسيس الروس المشتبه فيهم، بما في ذلك هاري جولد وديفيد جرين جلاس وإثيل وجوليوس روزنبرغ.
بناءً على أوامر ترومان، أُسقطت في أغسطس 1945، قنبلتان ذريتان على مدن يابانية. أسقطت القنبلة الأولى على هيروشيما، وأسقطت القنبلة الثانية على ناغازاكي بواسطة قاذفات بوينغ بي-29 سوبر فورترس المسماة إينولا غاي وبوكسكار على التوالي.
بعد وقت قصير من نهاية الحرب العالمية الثانية في عام 1945، تأسست الأمم المتحدة. خلال أول اجتماع للجمعية العامة للأمم المتحدة في لندن في يناير 1946، نوقش مستقبل الأسلحة النووية وأُنشأت لجنة الأمم المتحدة للطاقة الذرية. كان الهدف من هذه الجمعية هو الحد من استخدام جميع الأسلحة النووية. قدمت الولايات المتحدة حلها، والذي كان يسمى بخطة باروخ. تقترح هذه الخطة أن تكون هناك سلطة دولية تتحكم في جميع الأنشطة الذرية الخطيرة. لم يوافق الاتحاد السوفيتي على هذا الاقتراح ورفضه رفضًا تامًا. تضمن اقتراح الاتحاد السوفييتي نزع السلاح النووي العالمي. رفضت الأمم المتحدة المقترحات الأمريكية والسوفيتية.

## الحرب الباردة المبكرة

### تطوير الرؤوس الحربية
في السنوات التي تلت الحرب العالمية الثانية مباشرة، احتكرت الولايات المتحدة المعرفة الدقيقة لمواد الأسلحة النووية الخام. كان القادة الأمريكيون يأملون في أن تكون ملكيتهم الحصرية للأسلحة النووية كافية للحصول على تنازلات من الاتحاد السوفيتي، لكن ثبت أن ذلك غير فعال.
بعد ستة أشهر فقط من إنشاء الجمعية العامة للأمم المتحدة، أجرت الولايات المتحدة أولى تجاربها النووية بعد الحرب. سُميت هذه العملية عملية تقاطع الطرق. كان الغرض من هذه العملية هو اختبار فعالية الانفجارات النووية على السفن. أجريت هذه الاختبارات في حلقية بيكيني في المحيط الهادئ على 95 سفينة، بما في ذلك السفن الألمانية واليابانية التي استولوا عليها خلال الحرب العالمية الثانية. فُجرت قنبلة من نوع البلوتونيوم على الأسطول، بينما فُجرت قنبلة أخرى تحت الماء.
كانت الحكومة السوفيتية تعمل وراء الكواليس على بناء أسلحة ذرية خاصة بها. كانت الجهود السوفيتية محدودة خلال الحرب، بسبب نقص اليورانيوم ولكن عُثر على إمدادات جديدة في أوروبا الشرقية وتوفرت إمدادات ثابتة، في حين طور الاتحاد السوفييتي مصدرًا محليًا. بينما كان الخبراء الأمريكيون يعتقدون عدم امتلاك الاتحاد السوفيتي أسلحة نووية حتى منتصف الخمسينيات، تفجرت أول قنبلة سوفيتية في 29 أغسطس 1949، ما صدم العالم بأسره. كانت القنبلة التي أطلق عليها الغرب اسم «البرق الأول» (أر دي إس 1) نسخة من قنبلة «الرجل البدين»، وهي إحدى القنابل التي أسقطتها الولايات المتحدة على اليابان عام 1945.
أنفقت الحكومتان مبالغ ضخمة لزيادة جودة وكمية ترساناتهما النووية. سرعان ما بدأت الدولتان في تطوير قنبلة هيدروجينية، ثم فجرت الولايات المتحدة أول قنبلة هيدروجينية في 1 نوفمبر 1952 في إنيوتاك، وهي جزيرة مرجانية في المحيط الهادئ. أطلق على المشروع اسم «آيفي مايك»، بقيادة عالم الفيزياء النووية الهنغاري الأمريكي إدوارد تيلر. نتج عن القنبلة سحابة ضخمة تصل إلى قطر 100 ميل (161 كيلومتر) وارتفاع 25 ميلا (40 كيلومتر)، ما أسفر عن مقتل جميع الكائنات الحية في الجزر المحيطة. فاجأ الاتحاد السوفييتي العالم مرة أخرى بتفجير جهاز نووي حراري قابل للنشر في أغسطس 1953 رغم أنه لم يكن قنبلة هيدروجينية حقيقية متعددة المراحل. ومع ذلك، كانت صغيرة بما يكفي لإسقاطها من طائرة، لتكون جاهزة للاستخدام. ساعد الجاسوسان الروس هاري غولد وكلاوس فوكس إلى حد كبير في تطوير هاتين القنبلتين السوفيتيتين.
أجرت الولايات المتحدة في 1 مارس 1954 اختبار قلعة برافو، الذي اختبر قنبلة هيدروجينية أخرى على حلقية بيكيني. قلل العلماء من أهمية حجم القنبلة، ظنًا منهم أنها ستنتج 5 ميغاطن. ولكنها أنتجت 14.8 ميغاطن، وهو أكبر انفجار نووي اختبرته الولايات المتحدة. كان الانفجار كبيرًا للغاية، حيث تسبب السقوط النووي بتعريض السكان على بعد 300 ميل (483 كيلومتر)، إلى كميات كبيرة من الإشعاعات. على الرغم من أنه تم إجلاؤهم في نهاية المطاف، لكن معظمهم تعرض للتسمم الإشعاعي، ما أسفر عن وفاة أحد أفراد طاقم قارب صيد على بعد 90 ميلًا من الانفجار.
فجر الاتحاد السوفيتي أول قنبلة هيدروجينية «حقيقية» في 22 نوفمبر 1955، والتي كان لها عائد قدره 1.6 ميغاطن. فجر الاتحاد السوفييتي في 30 أكتوبر 1961، قنبلة هيدروجينية تبلغ قوتها نحو 58 ميغاطن.

### سباق التسلح
مع امتلاك كلا الجانبين في «الحرب الباردة» الأسلحة النووية، تطور سباق التسلح، إذ حاول الاتحاد السوفيتي أولاً اللحاق بالركب الأمريكي ثم تجاوزه.
حذر نائب وزير الخارجية الروسي سيرجي ريابكوف من خطر نشوب حرب نووية، وذلك لملاحظة وجود الديناميات السلبية في عام 2018. وحث الدول النووية على بناء قنوات اتصال لمنع الحوادث المحتملة، من أجل تقليل المخاطر.

### سيارات التوزيع
كانت قاذفة القنابل الإستراتيجية هي طريقة التسليم الأساسية في بداية الحرب الباردة.
لطالما اعتُبرت الصواريخ المنصة المثالية للأسلحة النووية، وربما كانت نظام إيصال أكثر فعالية من القاذفات. ومنذ خمسينيات القرن العشرين، تطورت الصواريخ الباليستية متوسطة المدى والصواريخ الباليستية طويلة المدى لتوصيل الأسلحة النووية التكتيكية، وتطورت التكنولوجيا إلى المدى الأطول بشكل تدريجي، لتصبح في النهاية صواريخ باليستية عابرة للقارات. أظهر الاتحاد السوفيتي للعالم في 4 أكتوبر 1957، أن لديهم صواريخ قادرة على الوصول إلى أي جزء من العالم، وذلك بإطلاقهم القمر الصناعي سبوتنيك 1 إلى مدار الأرض. أطلقت الولايات المتحدة أول قمر صناعي والمسمى إكسبلورر 1 بتاريخ 31 يناير 1958.
| تاريخ الصنع    | اسم القنبلة     | قدرة التدمير (كيلو طن) | الدولة                     | ملاحظة                                                                               |
| -------------- | --------------- | ---------------------- | -------------------------- | ------------------------------------------------------------------------------------ |
| 16 يوليو 1945  | Trinity         | 19                     | الولايات المتحدة الأمريكية | أول قنبلة انشطارية                                                                   |
| 6 أغسطس 1945   | Little Boy      | 15                     | الولايات المتحدة الأمريكية | القيت على هيروشيما في اليابان                                                        |
| 9 أغسطس 1945   | Fat Man         | 21                     | الولايات المتحدة الأمريكية | القيت على ناغازاكي في اليابان                                                        |
| 29 أغسطس 1949  | Joe 1           | 22                     | روسيا                      | أول قنبلة انشطارية روسية                                                             |
| 3 أكتوبر 1952  | Hurricane       | 25                     | المملكة المتحدة            | أول قنبلة انشطارية إنجليزية                                                          |
| 1 نوفمبر 1952  | Ivy Mike        | 10,200                 | الولايات المتحدة الأمريكية | الأمريكان يصنعون أول قنبلة ثيرمونووية (ضخمة التدمير) ولكن لم يتم اعتمادها من الحكومة |
| 12 أغسطس 1953  | Joe 4           | 400                    | روسيا                      | أول قنبلة اندماجية روسية                                                             |
| 1 مارس 1954    | Castle Bravo    | 15,000                 | الولايات المتحدة الأمريكية | قنبلة ثيرمونووية (ضخمة التدمير) أمريكية                                              |
| 22 نوفمبر 1955 | RDS-37          | 1,600                  | روسيا                      | أول قنبلة ثيرمونووية (ضخمة التدمير) روسية                                            |
| 8 نوفمبر 1957  | Grapple X       | 1,800                  | المملكة المتحدة            | أول قنبلة ثيرمونووية (ضخمة التدمير) إنجليزية                                         |
| 13 فبراير 1960 | 'Gerboise Bleue | 60                     | فرنسا                      | أول قنبلة انشطارية فرنسية                                                            |
| 31 أكتوبر 1961 | Tsar Bomba      | 50,000                 | روسيا                      | اختبار قنبلة ثيرمونووية روسية، أكبر تدمير نووي في التاريخ                            |
| 16 أكتوبر 1964 | Test 596        | 22                     | جمهورية الصين الشعبية      | أول قنبلة انشطارية صينية                                                             |
| 17 يونيو 1967  | Test 6          | 3,300                  | جمهورية الصين الشعبية      | أول قنبلة ثيرمونووية (ضخمة التدمير) صينية                                            |
| 24 أغسطس 1968  | Canopus         | 2,600                  | فرنسا                      | أول قنبلة ثيرمونووية (ضخمة التدمير) فرنسية                                           |
| 18 مايو 1974   | Smiling Buddha  | 12                     | الهند                      | أول تفجير انشطاري هندي                                                               |
| 11 مايو 1998   | Shakti I        | 43                     | الهند                      | أول قنبلة اندماجية هندية                                                             |
| 13 مايو 1998   | Shakti II       | 12                     | الهند                      | قنبلة انشطارية                                                                       |
| 28 مايو 1998   | Chagai-I        | 9                      | باكستان                    | أول قنبلة انشطارية باكستانية                                                         |
| 9 أكتوبر 2006  | Hwadae-ri       | 20                     | كوريا الشمالية             | اختبار رسمي لقنبلة انشطارية                                                          |

بالإضافة لامتلاك إسرائيل ترسانة نووية يشاع أنها وصلت لحد مائتان قنبلة نووية. وتمتلك مفاعل نووي يسمي مفاعل ديمونة. ولكن حتى الآن إسرائيل تحاول التكتم وعدم الإفصاح بأنها تملك ترسانة نووية غير شرعية. مع عدم الإنكار من الدول الكبري وتجاهل أعمال إسرائيل.
نقاط مهمة:
- قيام كل من  إسرائيل و  جنوب أفريقيا باختبارات نووية مع مطلع الخمسينات.!!
- احتمال امتلاك دول أخرى لأسلحة نووية:  إيران،  مصر، و  جنوب أفريقيا